# Флэнаган, Джинн
Джинн Энн Флэнаган (англ. Jeanne Ann Flanagan; род. 8 мая 1957, Нью-Хейвен) — американская гребчиха, выступавшая за сборную США по академической гребле в конце 1970-х — середине 1980-х годов. Чемпионка летних Олимпийских игр в Лос-Анджелесе, серебряная и бронзовая призёрка чемпионатов мира, победительница многих регат национального и международного значения.

## Биография
Джинн Флэнаган родилась 8 мая 1957 года в городе Нью-Хейвен, штат Коннектикут.
Училась в старшей школе в Клинтоне, затем поступила во Флоридский технологический институт, где получила учёную степень по биологии. Впоследствии также окончила Массачусетский университет, получив степень магистра в области спортивной физиологии. Во время учёбы состояла в университетских гребных командах, неоднократно принимала участие в различных студенческих соревнованиях. Позже проходила подготовку в Бостонском гребном клубе в Бостоне.
Первого серьёзного успеха на взрослом международном уровне добилась в сезоне 1979 года, когда вошла в основной состав американской национальной сборной и побывала на чемпионате мира в Бледе, откуда привезла награду бронзового достоинства, выигранную в зачёте распашных рулевых восьмёрок — в финале её команду обошли только экипажи из СССР и ГДР.
В 1980 году прошла отбор в олимпийскую сборную, собранную для участия в летних Олимпийских играх в Москве, однако Соединённые Штаты вместе с несколькими другими западными странами бойкотировали эти соревнования по политическим причинам. В качестве компенсации за пропуск Олимпиады Флэнаган была награждена Золотой медалью Конгресса.
В 1981 году стала серебряной призёркой в восьмёрках на мировом первенстве в Мюнхене, уступив в финале сборной Советского Союза.
Благодаря череде удачных выступлений удостоилась права защищать честь страны на домашних Олимпийских играх 1984 года в Лос-Анджелесе — в составе экипажа, куда также вошли гребчихи Бетси Бирд, Кристен Торснесс, Кэрол Бауэр, Кэри Грейвз, Кэти Килер, Холли Меткалф, Кристин Норелиус и Ширил О’Стин, обошла всех своих соперниц в восьмёрках, в том числе почти на секунду превзошла ближайших преследовательниц из Румынии, и тем самым завоевала золотую олимпийскую медаль.
После лос-анджелесской Олимпиады Джинн Флэнаган ещё в течение некоторого времени оставалась в составе гребной команды США и продолжала принимать участие в крупнейших международных регатах. Так, в 1985 году она отметилась выступлением на чемпионате мира в Хазевинкеле, где заняла четвёртое место в восьмёрках.